# Pseudanthias fasciatus
Pseudanthias fasciatus là một loài cá biển thuộc chi Pseudanthias trong họ Cá mú. Loài này được mô tả lần đầu tiên vào năm 1955.

## Phân bố và môi trường sống
P. fasciatus có phạm vi phân bố ở Ấn Độ Dương và Tây Thái Bình Dương. Ở Ấn Độ Dương, P. fasciatus được tìm thấy tại Biển Đỏ, Sri Lanka, Maldives và Mauritius; được ghi nhận thêm ở miền nam Ấn Độ vào năm 2010. Ở Thái Bình Dương, P. fasciatus xuất hiện từ phía nam Nhật Bản và đảo Đài Loan, trải dài về phía nam đến rạn san hô Great Barrier (đông bắc Úc); phía đông từ các đảo của Papua New Guinea và Indonesia đến Palau và Tonga. Loài cá này sống xung quanh các rạn san hô ở độ sâu khoảng từ 20 đến 150 m.

## Mô tả
P. fasciatus có chiều dài cơ thể lớn nhất đo được là 21 cm. Cá trưởng thành có màu vàng cam với duy nhất một sọc màu đỏ cam nổi bật kéo dài từ phía sau nắp mang đến gốc đuôi, và có một dải sọc màu vàng cam viền tím từ mõm hướng xuống gốc vây ngực. Vảy trên thân có nhiều chấm màu cam. Vây đuôi xẻ thùy, thùy đuôi dài, có các sợi vây tia. Mống mắt có màu vàng. Cá con của loài này thiếu đi sọc đỏ đặc trưng như ở cá trưởng thành.
Số gai ở vây lưng: 10; Số tia vây mềm ở vây lưng: 16 - 17; Số gai ở vây hậu môn: 3; Số tia vây mềm ở vây hậu môn: 7; Số gai ở vây bụng: 1; Số tia vây mềm ở vây bụng: 5; Số tia vây mềm ở vây ngực: 17 - 19; Số vảy đường bên: 41 - 45.